# Pakt Ebert-Groener
Pakt Ebert-Groener (zwany także paktem ze starymi siłami) – pakt zawarty 9 listopada 1918 roku pomiędzy kanclerzem Rzeszy Friedrichem Ebertem, a głównym kwatermistrzem armii niemieckiej Wilhelmem Groenerem podczas rewolucji listopadowej. Wilhelm Groener zagwarantował nowo wyłonionemu rządowi republikańskich Niemiec lojalność armii cesarskiej po wymuszonej abdykacji Wilhelma II. Pakt ten był pierwszym i decydującym krokiem stabilizującym władzę w Rzeszy po I wojnie światowej.

## Tło historyczne

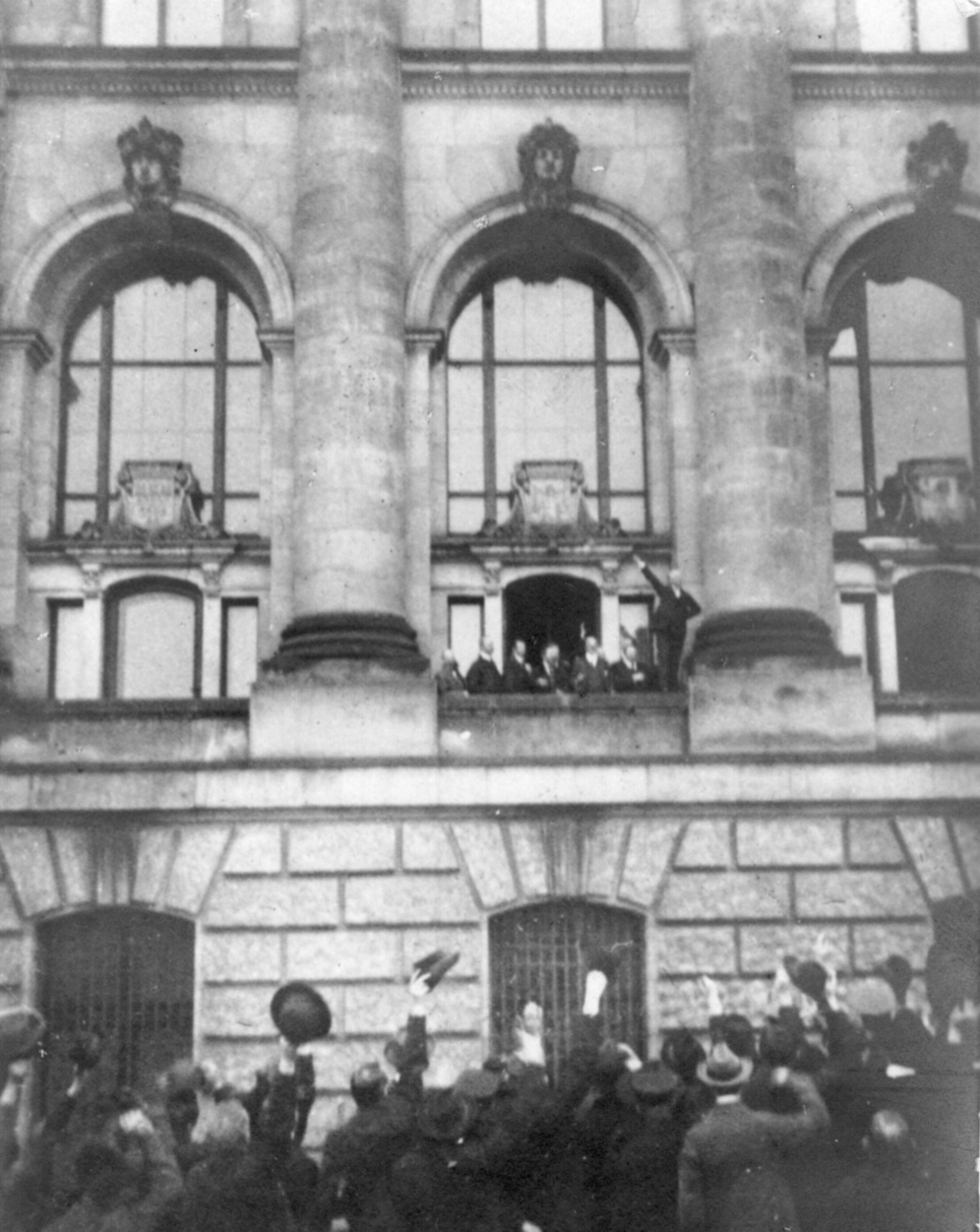
Philipp Scheidemann proklamuje republikę.

W styczniu i lutym 1918 roku, jeszcze w trakcie wojny, w Berlinie i Zagłębiu Ruhry wybuchły strajki, w których wzięło udział łącznie około 800 tys. robotników. Strajkujący żądali demokratyzacji instytucji państwowych oraz ulepszenia prawa wyborczego dla kobiet i mężczyzn. W październiku 1918 roku powołano rząd księcia Maximiliana von Baden w którym po raz pierwszy w historii znaleźli się – będący od 1890 roku nielegalną partią – socjaldemokraci (w rządzie nie znalazł się jednak Ebert). Od czasu rozpoczęcia rewolucji listopadowej buntem marynarzy z Kilonii 3 listopada walki o władzę ogarnęły cały kraj. 6 listopada Ebert w rozmowie z Groenerem oświadczył: 

Naród widzi winnego w osobie cesarza, słusznie czy nie, jest w tej chwili bez znaczenia

 7 listopada rząd zaostrzył swe żądanie abdykacji cesarza. Dopiero 2 dni później cesarz Wilhelm II ogłosił gotowość abdykacji z zastrzeżeniem, że zachowa on koronę Prus. Wywołało to ostrą reakcje wśród rządu i społeczeństwa. Rząd jednak ogłosił abdykację z obydwu urzędów. W tej sytuacji Wilhelm II, pozbawiony władzy i zdolności decyzyjnych uciekł do Holandii. W międzyczasie książę Maximillian uznał, że należy przekazać władzę najsilniejszej partii, czyli Socjaldemokratycznej Partii Niemiec, której przewodniczącym był Ebert. Doprowadziło to do objęcia urzędu kanclerza przez niego. Tego samego dnia Philipp Scheidemann z okna gabinetu kanclerskiego proklamował republikę demokratyczną, a chwilę po nim Karl Liebknecht republikę socjalistyczną. Dzięki tym posunięciom widać, że władza wciąż nie była pewna, mimo że była w rękach oficjalnego rządu.

## Zawarcie paktu
Generał Groener wiedział, że położenie Niemiec w wojnie jest beznadziejne, postanowił więc działać. Działanie to nie było jednak konsultowane ani ze zwierzchnikiem Groenera, szefem Generalnego Dowództwa Hindenburgiem, ani przez Eberta z rządem. W godzinach nocnych Groener zadzwonił do Eberta, a rezultatem ich rozmowy okazał się pakt. Dzień później o pakcie zostali poinformowani Hindenburg oraz rząd rewolucyjny złożony z SPD i USPD.

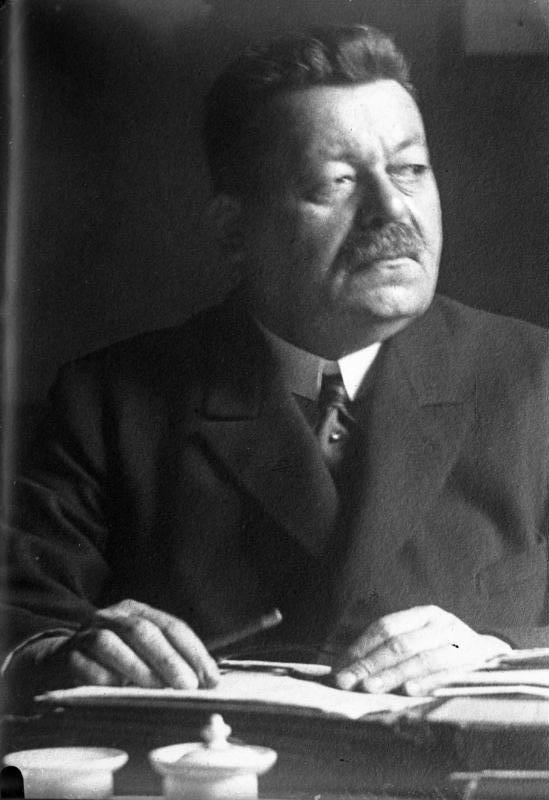
Friedrich Ebert
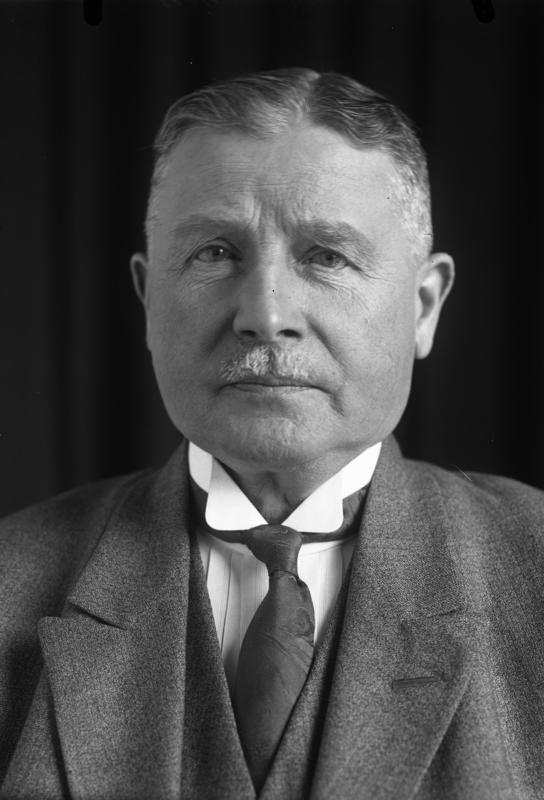
Wilhelm Groener

## Przyczyny zawarcia paktu

### Motywy Groenera
- Widząc sytuację wojenną, chciał on doprowadzić do zawieszenia broni, musiało ono jednak uzyskać legitymację polityczną czyli poparcie od rządu.
- Za wszelką cenę nie chciał dopuścić do przejęcia władzy przez bolszewików, którzy siali chaos na ulicy.
- Uznawał Eberta za porządnego człowieka i ufał, że nie doprowadzi on państwa do upadku. 17 listopada w liście do żony napisał:

Marszałek polny [Hindenburg] i ja chcemy wspierać tak długo, jak to możliwe Eberta, którego szanuję, jako prostolinijnego, szczerego i przyzwoitego człowieka, ażeby wózek nie zsunął się bardziej na lewą stronę. Ale gdzie podziała się odwaga obywatelska? To, że garstka ludzi mogła wstrząsnąć całą Rzeszą Niemiecką jest jednym z najsmutniejszych wydarzeń w całych dziejach narodu niemieckiego

### Motywy Eberta
- Kanclerz nie posiada realnej władzy, jeśli za tą władzą nie stoi siła w postaci wojska lub poparcia społeczeństwa.
- Rząd miał dwóch przeciwników – lewicę w postaci bolszewików i prawicę w postaci wojskowych. Ebert, chcąc utrzymać władzę, musiał związać się z chociaż jedną z tych sił politycznych. Wybrał armię, gdyż był przeciwny powstaniu republiki rad.
- Ebert miał nadzieję, że pakt wspomoże przeistoczenie gospodarki i społeczeństwa z trybu wojennego na pokojowy.

## Skutki
Pakt realnie obowiązywał jedynie kilka lat, w późniejszym czasie istnienia republiki wojsko i wojskowi przestali popierać partie i rządy, uznając swoją apolityczność co oznaczało jednak nie neutralność a wrogość i nieufność do republiki. Jednak w czasie rewolucji 1918/1919 pomoc Groenera i armii była istotna, gdyż stanowiła realną siłę. Potwierdzeniem tego może być wprowadzenie urzędu ministra obrony – pierwszym, który piastował to stanowisko, był polityk SPD Gustav Noske.